# Tessa Martinez
Pour les articles homonymes, voir Martinez.
Tessa Martinez, née le 28 octobre 2001, est une coureuse cycliste française pratiquant le BMX.

## Carrière
Tessa Martinez remporte la médaille de bronze individuelle chez les espoirs et la médaille d'or par équipes aux championnats d'Europe de BMX 2021 à Zolder,.
Sa saison 2022 est marqué par une très grosse chute, où elle se fracture un rein, la rate et la clavicule. Elle effectue un retour réussi en 2023 dans la catégorie des espoirs. Elle est championne du monde, championne de France, vice-championne d'Europe et lauréate de la Coupe du monde.  
En 2024, pour sa première année chez les élites, elle est sélectionnée comme remplaçante aux Jeux olympiques de Paris. En mai 2025, elle se fracture à nouveau le rein lors de la Coupe d’Europe à Lempdes.

## Palmarès en BMX

### Championnats du monde
- Glasgow 2023
  -  Championne du monde de BMX espoirs

### Coupe du monde
- 2021 (espoirs) : 14e du classement général, vainqueur d'une manche
- 2023 (espoirs) : 1re du classement général, vainqueur de trois manches
- 2024 : 30e du classement général

### Championnats d'Europe
- Zolder 2021
  -  Championne d'Europe du contre-la-montre par équipes en BMX
  -  Médaillée de bronze du BMX
- Besançon 2023
  -  Médaillée d'argent du BMX espoirs
  -  Médaillée d'argent du contre-la-montre par équipes en BMX

### Championnats de France
- 2018
  - 2e du BMX juniors
- 2019
  -  Championne de France de BMX juniors
- 2021
  - 2e du contre-la-montre en BMX
- 2023
  -  Championne de France de BMX espoirs
  - 2e du contre-la-montre en BMX espoirs